# لانار (کالیفرنیا)
لانار (به انگلیسی: Lanare) یک شهر در ایالات متحده آمریکا است که در شهرستان فرسنو، کالیفرنیا واقع شده‌است. لانار ۵٫۲۲۸ کیلومتر مربع مساحت و ۵۸۹ نفر جمعیت دارد و ۶۳ متر بالاتر از سطح دریا واقع شده‌است.